# John Otway
Pour les articles homonymes, voir Otway.
John Otway, né le 2 octobre 1952 à Aylesbury (Buckinghamshire, Royaume-Uni), est un chanteur, humoriste et musicien anglais.

## Biographie
En 1977, son premier 45 tours, "Really Free", une chanson d'amour parlée-chantée, a atteint le numéro 27 dans les charts de 45 tours britanniques et lui a permis de signer un contrat pour cinq disques avec Polydor. Son premier album, enregistré avec Wild Willy Barrett, a été produit par Pete Townshend.
En 1990, il publie son autobiographie Cor Baby, That's Really Me (sous-titrée Rock and Roll's Greatest Failure). Il bénéficie d'un statut d'artiste-culte auprès de nombreux fans fidèles : en 1993, il réunit 2 500 fans pour un concert à Londres et, en 1998, il célèbre son anniversaire avec 4 000 d'entre eux au Royal Albert Hall. Il a un club moto de fans, le Beware of the Flowers MCC.

## Discographie
- John Otway & Wild Willy Barrett - John Otway & Wild Willy Barrett (1977) - album
- Deep & Meaningless - John Otway & Wild Willy Barrett (1978) - album
- Where Did I Go Right - John Otway (1979) - album
- Way & Bar - John Otway & Wild Willy Barrett (1980) - album
- Gone with the Bin - The Best of Otway and Barrett (1981) - compilation
- All Balls and No Willy - John Otway (1982) - album
- Bags of Fun with Buster - Johnny Japes and His Jesticles (1987) - 45 t chez Viz comic avec Andy Partridge et Dave Gregory de XTC
- The Wimp and the Wild - John Otway & Wild Willy Barrett (1989) - album
- Cor Baby, That's Really Me! - John Otway(1990) - compilation
- Cheryl, a Rock Opera - John Otway & Attila the Stockbroker (1991) - album
- Under the Covers and Over the Top - John Otway (1992) - album
- Premature Adulation - John Otway (1995) - album
- OT-AIR - John Otway (2004) - album
- Bunsen Burner - The Album - John Otway (2006) - album
- Scraps - John Otway (2006) - triple album
- The Ultimate and the Pen-Ultimate - John Otway (2007) - album
- The Mad, the Bad & the Dangerous - avec The Hamsters et Wilko Johnson (2007) - DVD